# Kế toán thuế tại Hoa Kỳ
Kế toán thuế của Hoa Kỳ đề cập đến kế toán cho các mục đích thuế ở Hoa Kỳ. Không giống như hầu hết các quốc gia, Hoa Kỳ có một bộ nguyên tắc kế toán toàn diện cho mục đích thuế, được quy định bởi luật thuế, riêng biệt và khác biệt với Chuẩn mực Kế toán được chấp nhận.

## Quy tắc cơ bản
Bộ luật thu nhập nội bộ chi phối việc áp dụng kế toán thuế. Mục 446 đặt ra các quy tắc cơ bản cho kế toán thuế. Kế toán thuế theo mục 446 (a) nhấn mạnh tính nhất quán của phương pháp kế toán thuế với các tham chiếu đến kế toán tài chính được áp dụng để xác định phương pháp phù hợp. Người nộp thuế phải chọn phương pháp kế toán thuế bằng phương pháp kế toán tài chính của người nộp thuế làm điểm tham chiếu.

## Các loại phương pháp kế toán thuế
Các phương pháp kế toán phù hợp được mô tả trong phần 446 (c) (1) đến (4) cho phép tiền mặt, lũy kế và các phương pháp khác được Sở Thuế vụ (IRS) phê duyệt bao gồm cả các cách kết hợp.
Sau khi chọn phương pháp kế toán thuế, theo mục 446 (b), IRS có toàn quyền tính lại thu nhập chịu thuế của người nộp thuế bằng cách thay đổi phương pháp kế toán mà người nộp thuế sử dụng để phản ánh rõ ràng thu nhập của người nộp thuế.
Nếu người nộp thuế tham gia vào nhiều doanh nghiệp, người nộp thuế có thể sử dụng một phương pháp khác nhau cho mỗi doanh nghiệp theo mục 446 (d).